# Campeonato Carioca de Futebol de 1983
O Campeonato Carioca de Futebol de 1983 foi a 86.ª edição da principal divisão do futebol no Rio de Janeiro e abriu uma série de três títulos consecutivos do Fluminense. 
Iniciado em 2 de julho de 1983, o campeonato foi dividido em dois turnos. O primeiro foi vencido pelo Fluminense, o segundo pelo Flamengo. Ambos disputaram um triangular com o Bangu, que havia somado maior número de pontos nos dois turnos.
As três partidas foram disputadas no Maracanã. No primeiro jogo, em 4 de dezembro de 1983, um empate entre Bangu e Fluminense: 1 a 1.
No segundo jogo do triangular, em 11 de dezembro de 1983, um Fla-Flu, o Flamengo necessitava de apenas um empate para eliminar o Fluminense, que, por sua vez, só manteria-se vivo na competição com uma vitória sobre o rival.
O Fla-Flu estava no seu minuto final e a torcida do Flamengo já comemorava a eliminação do rival e o possível título, que poderia vir no próximo jogo contra o Bangu.  Foi quando o atacante Assis, que viria a tornar-se um dos principais jogadores da história do time das Larajeiras, recebeu a bola em ótimo lançamento de Deley e com suas passadas largas conduziu a bola até a área adversária, finalizando a gol com sucesso, vencendo o goleiro Raul Plassmann, já aos 45 do segundo tempo. Imediatamente após a bola entrar, Arnaldo Cezar Coelho apitou o fim da partida. O lance marcou definitivamente Assis com a alcunha de "Carrasco", que os torcedores tricolores utilizam carinhosamente para se referir ao ídolo. Um minuto antes do lance que consagrou Assis, o árbitro do jogo Arnaldo Cezar Coelho em lance polêmico marcou impedimento do jogador Adílio do Flamengo.
Com o resultado, o Flamengo estava eliminado. Ao Fluminense restava torcer pela vitória do Flamengo no jogo contra o Bangu na quarta-feira, 14 de dezembro de 1983, caso contrário haveria um jogo extra entre Fluminense e Bangu. E foi o que aconteceu em um jogo que contou com a presença das três torcidas, inclusive a do Fluminense, que estava presente para comemorar o título carioca. 
O America não se classificou para esta fase decisiva, mas tentou participar judicialmente.
A média de público pagante do campeonato foi de 12.971.

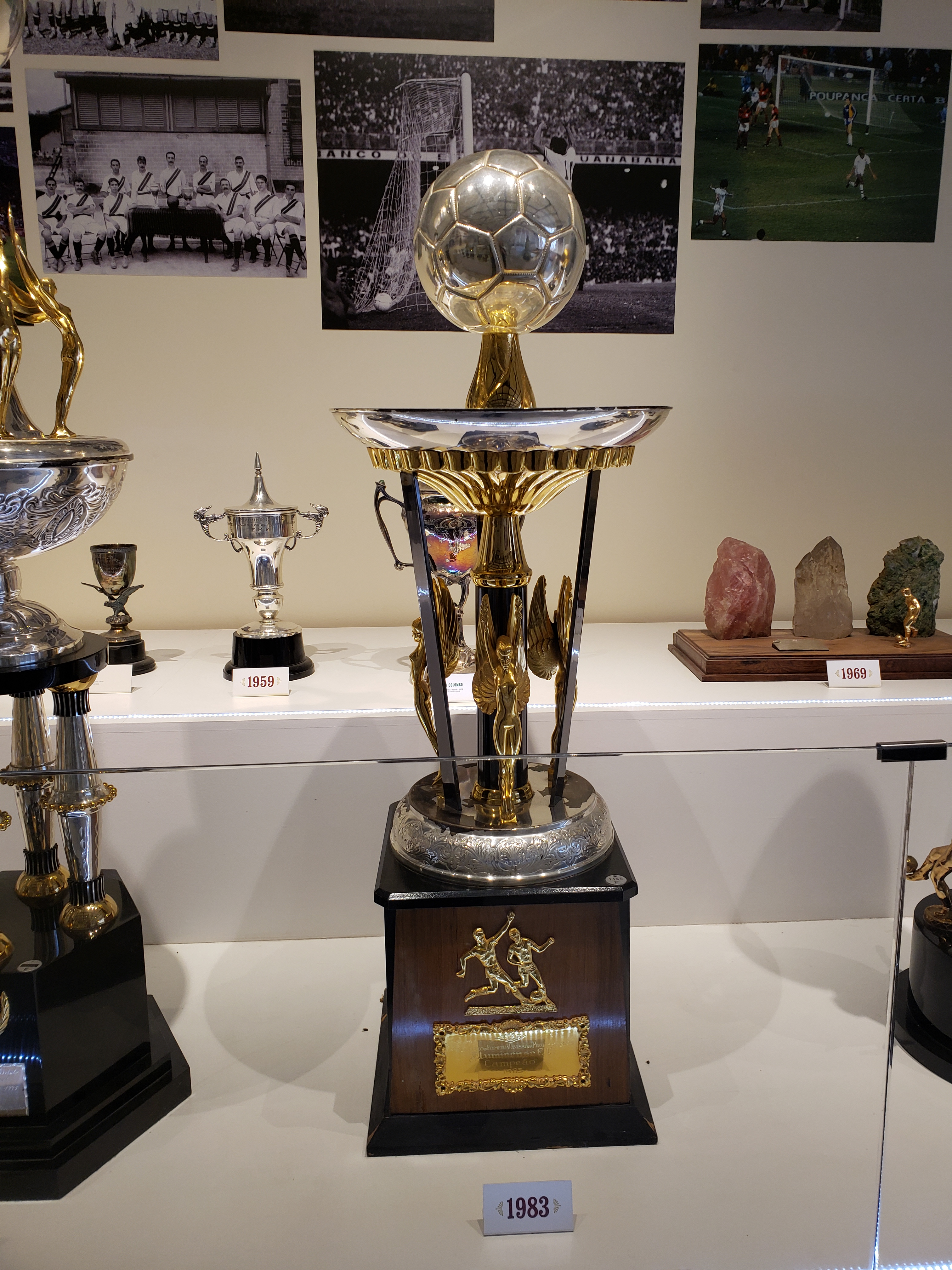
Taça do Campeonato Carioca de 1983.

## Classificação

### 1º Turno (Taça Guanabara)
| Classificação | Classificação | Classificação | Classificação | Classificação | Classificação | Classificação | Classificação | Classificação | Classificação |
| Pos           | Time          | PG            | J             | V             | E             | D             | GP            | GS            | SG            |
| ------------- | ------------- | ------------- | ------------- | ------------- | ------------- | ------------- | ------------- | ------------- | ------------- |
| 1             | Fluminense    | 20            | 11            | 9             | 2             | 0             | 20            | 3             | +17           |
| 2             | America       | 16            | 11            | 7             | 2             | 2             | 18            | 13            | +5            |
| 3             | Bangu         | 15            | 11            | 6             | 3             | 2             | 19            | 10            | +9            |
| 4             | Botafogo      | 14            | 11            | 4             | 6             | 1             | 16            | 10            | +6            |
| 5             | Goytacaz      | 11            | 11            | 4             | 3             | 4             | 18            | 14            | +4            |
| 6             | Flamengo      | 10            | 11            | 4             | 2             | 5             | 15            | 18            | -3            |
| 7             | Vasco da Gama | 10            | 11            | 3             | 4             | 4             | 11            | 12            | -1            |
| 8             | Volta Redonda | 10            | 11            | 3             | 4             | 4             | 11            | 16            | -5            |
| 9             | Campo Grande  | 9             | 11            | 2             | 5             | 4             | 5             | 9             | -4            |
| 10            | Americano     | 8             | 11            | 2             | 4             | 5             | 4             | 11            | -7            |
| 11            | Bonsucesso    | 8             | 11            | 1             | 6             | 4             | 9             | 13            | -4            |
| 12            | São Cristóvão | 1             | 11            | 0             | 1             | 10            | 2             | 19            | -17           |

### 2º Turno (Taça Rio de Janeiro)
| Classificação | Classificação | Classificação | Classificação | Classificação | Classificação | Classificação | Classificação | Classificação | Classificação |
| Pos           | Time          | PG            | J             | V             | E             | D             | GP            | GS            | SG            |
| ------------- | ------------- | ------------- | ------------- | ------------- | ------------- | ------------- | ------------- | ------------- | ------------- |
| 1             | Flamengo      | 18            | 11            | 9             | 0             | 2             | 23            | 6             | +17           |
| 1             | Bangu         | 18            | 11            | 8             | 2             | 1             | 22            | 6             | +16           |
| 3             | America       | 15            | 11            | 6             | 3             | 2             | 20            | 8             | +12           |
| 4             | Goytacaz      | 12            | 11            | 5             | 2             | 4             | 8             | 10            | -2            |
| 5             | Americano     | 11            | 11            | 3             | 5             | 3             | 8             | 9             | -1            |
| 6             | Campo Grande  | 11            | 11            | 3             | 5             | 3             | 7             | 9             | -2            |
| 7             | Vasco da Gama | 10            | 11            | 3             | 4             | 4             | 12            | 12            | 0             |
| 8             | Botafogo      | 10            | 11            | 2             | 6             | 3             | 7             | 8             | -1            |
| 9             | Volta Redonda | 9             | 11            | 3             | 3             | 5             | 10            | 13            | -3            |
| 10            | Fluminense    | 9             | 11            | 3             | 3             | 5             | 9             | 11            | -2            |
| 11            | Bonsucesso    | 6             | 11            | 2             | 2             | 7             | 10            | 18            | -8            |
| 12            | São Cristóvão | 3             | 11            | 0             | 3             | 8             | 0             | 26            | -26           |

Jogo de Desempate
| 1° de dezembro | Flamengo   | 1 – 0 | Bangu | Maracanã                                      |
|                | Adílio 30' |       |       | Público: 74 154 Árbitro: Arnaldo Cezar Coelho |

### Classificação acumulada dos dois turnos
| Classificação | Classificação | Classificação | Classificação | Classificação | Classificação | Classificação | Classificação | Classificação | Classificação |
| Pos           | Time          | PG            | J             | V             | E             | D             | GP            | GS            | SG            |
| ------------- | ------------- | ------------- | ------------- | ------------- | ------------- | ------------- | ------------- | ------------- | ------------- |
| 1             | Bangu         | 33            | 22            | 14            | 5             | 3             | 41            | 16            | +25           |
| 2             | America       | 31            | 22            | 13            | 5             | 4             | 38            | 21            | +17           |
| 3             | Fluminense    | 29            | 22            | 12            | 5             | 5             | 29            | 14            | +15           |
| 4             | Flamengo      | 28            | 22            | 13            | 2             | 7             | 38            | 24            | +14           |
| 5             | Botafogo      | 24            | 22            | 6             | 12            | 4             | 23            | 18            | +5            |
| 6             | Goytacaz      | 23            | 22            | 9             | 5             | 8             | 26            | 24            | +4            |
| 7             | Vasco da Gama | 20            | 22            | 6             | 8             | 8             | 23            | 24            | -1            |
| 8             | Campo Grande  | 20            | 22            | 5             | 10            | 7             | 12            | 18            | -6            |
| 9             | Volta Redonda | 19            | 22            | 6             | 7             | 9             | 21            | 29            | -8            |
| 10            | Americano     | 19            | 22            | 5             | 9             | 8             | 12            | 20            | -8            |
| 11            | Bonsucesso    | 14            | 22            | 3             | 8             | 11            | 19            | 31            | -12           |
| 12            | São Cristóvão | 4             | 22            | 0             | 4             | 18            | 2             | 45            | -43           |

## Triangular final
Primeiro jogo
| 4 de dezembro | Fluminense   | 1 – 1 | Bangu       | Maracanã                                      |
| 17:00 (UTC-4) | Paulinho 59' |       | Marinho 24' | Público: 37 559 Árbitro: Arnaldo Cezar Coelho |

Segundo jogo
| 11 de dezembro | Fluminense | 1 – 0 | Flamengo | Maracanã                                      |
| 17:00 (UTC-4)  | Assis 90'  |       |          | Público: 83 713 Árbitro: Arnaldo Cezar Coelho |

Terceiro jogo
| 14 de dezembro | Flamengo             | 2 – 0 | Bangu | Maracanã                                     |
| 21:30 (UTC-4)  | Adílio 3' · Tita 72' |       |       | Público: 12 872 Árbitro: José Roberto Wright |